# Saad Al-Zahrani
Saad Al-Zahrani (Arabia Saudita, 1 de julio de 1980) es un exfutbolista de Arabia Saudita que jugaba en la posición de centrocampista.

## Carrera

### Club
| Periodo   | Club           |
| --------- | -------------- |
| 2001-2006 | Al-Nassr       |
| 2006-2007 | Al-Faisaly FC  |
| 2007-2008 | Al-Wehda Mecca |
| 2008–2010 | Al-Hazm Rass   |
| 2010–2013 | Al-Najma SC    |
| 2013–2014 | Al-Jabalain FC |

### Selección nacional
Jugó para Arabia Saudita en cinco ocasiones de 2002 a 2005 y participó en la copa Asiática 2004.